# Berlins sporvogne
Berlins sporvogne betjener Berlins sporvejsnet, der er et af verdens ældste og pr. 2010 tillige det trediestørste efter Melbourne og Sankt Petersborg. Driften varetages af det i 1929 grundlagte Berliner Verkehrsbetriebe (BVG), der betjener 189,4 km lange net og ca. 800 stoppesteder med 22 linjer med en samlet længde på ca. 300 km. I 2014 blev der transporteret 174,7 mio. passagerer. Sporvejsnettet er normalsporet, og spændingen fra køreledningerne er på 600 V, men en omstilling til 750 V diskuteres.
Sporvognene startede i 1865 som hestesporvogne, der blev afløst af elektriske sporvogne i slutningen af 1800-tallet. Efter 2. verdenskrig blev byen delt, og BVG og dermed sporvejsnettet spaltet i en østlig og en vestlig del. I Vestberlin forsvandt sporvogne frem til 1967, men i Østberlin beholdt man dem, og som sådan fulgte de med ind i det genforenede BVG i 1992. Sporvognene kører stadig primært i den østlige del af byen, men tre strækninger er dog i mellemtiden blevet forlænget henover den tidligere grænse, senest i 2014 til Berlin Hauptbahnhof.